# James Turner
James Turner (Southampton megye, 1766. december 20. – Warren megye, 1824. január 15.) az Amerikai Egyesült Államok szenátora (Észak-Karolina, 1805–1816).